# Базилевская, Ольга Александровна
Ольга Александровна Базилевская (2 октября 1908 года, Великий Устюг — 1980 год) — советский физик. Лауреат Ленинской премии 1958 года.

## Биография
Родилась 2 октября 1908 года, в городе Великий Устюг, Россия.

### Образование
- 1931 год — окончила физический факультет Ленинградского государственного университета (ЛГУ) по специальности «Теоретическая физика».

- 1934 год — окончила аспирантуру ЛГУ по теме «Теория электромагнитных полей, применяемых в электроразведке» (ученица В. А. Фока).

### Работа
- с 1934 по 1938 год — работала в Пермском университете,
- с 1936 года — заведующая кафедрой теоретической физики.
- с 1938 по 1941 год — работа в ЛГУ.
- с 1941 по 1943 год — в эвакуации в Перми, преподавала в Пермском государственном университете.
- с 1943 по 1946 — доцент Ленинградского военно-механического института (ЛВМИ).
- с 1947 по 1949 год — работала в НИИ № 801 (НИИ прикладной физики Министерства оборонной промышленности СССР).
- с 1949 по 1977 год — научный сотрудник Лаборатории измерительных приборов АН СССР при Институте атомной энергии («Курчатовском институте»). Работала под руководством Л. А. Арцимовича.
- в 1950-е годы — вместе с А. М. Андриановым занималась исследованиями мощных импульсных разрядов в газах.

### Награды
- 1958 год — стала первой женщиной, получившей Ленинскую премию в области науки.